# Британска Девичанска Острва на Светском првенству у атлетици на отвореном 2019.
Британска Девичанска Острва су учествовала на 17. Светском првенству у атлетици на отвореном 2019. одржаном у Дохи од 27. септембра до 6. октобра седамнаести пут, односно учествовала су на свим првенствима до данас. Репрезентацију Британских Девичанских Острва представљала су 3 такмичара (2 мушкарца и 1 жена) који су се такмичили у 3 дисциплине (2 мушке и 1 женска). , 
На овом првенству Британска Девичанска Острва нису освојила ниједну медаљу. У табели успешности према броју и пласману такмичара који су учествовали у финалним такмичењима (првих 8 такмичара) Британска Девичанска Острва су са 1 учесником у финалу делила 51. место са 5 бодова.
| Плас. | Земља                       | 1. место | 2. место | 3. место | 4. место | 5. место | 6. место | 7. место | 8. место | Бр. фин. | Бод. |
| ----- | --------------------------- | -------- | -------- | -------- | -------- | -------- | -------- | -------- | -------- | -------- | ---- |
| =51.  | Британска Девичанска Острва | 0        | 0        | 0        | 1        | 0        | 0        | 0        | 0        | 1        | 5    |

## Учесници
| Мушкарци: - Кирон Макмастер — 400 м препоне - Елдред Хенри — Бацање кугле | Жене - Шантел Малон — Скок удаљ |  |

## Резултати

### Мушкарци
| Атлетичар       | Дисциплина    | Лични рекорд | Квалификације | Квалификације | Полуфинале | Полуфинале | Финале               | Финале       | Детаљи |
| Атлетичар       | Дисциплина    | Лични рекорд | Резултат      | Место         | Резултат   | Место      | Резултат             | Место        | Детаљи |
| --------------- | ------------- | ------------ | ------------- | ------------- | ---------- | ---------- | -------------------- | ------------ | ------ |
| Кирон Макмастер | 400 м препоне | 47,54 НР     | 49,60 КВ      | 1. у гр. 2    | 48,40 кв   | 3. у гр. 1 | 48,10 ЛРС            | 4 / 38 (39)  |        |
| Елдред Хенри    | Бацање кугле  | 21,47        | 20,13         | 11. у гр. А   |            |            | Није се квалификовао | 21 / 34 (35) |        |

### Жене
| Атлетичарка  | Дисциплина | Лични рекорд | Квалификације | Квалификације | Полуфинале | Полуфинале | Финале                | Финале  | Детаљи |
| Атлетичарка  | Дисциплина | Лични рекорд | Резултат      | Место         | Резултат   | Место      | Резултат              | Место   | Детаљи |
| ------------ | ---------- | ------------ | ------------- | ------------- | ---------- | ---------- | --------------------- | ------- | ------ |
| Шантел Малон | Скок удаљ  | 6,90 НР      | 6,45          | 12. у гр. А   |            |            | Није се квалификовала | 22 / 30 |        |